# Irnham
Irnham is een civil parish in het bestuurlijke gebied South Kesteven, in het Engelse graafschap Lincolnshire met 193 inwoners.